# João Leão

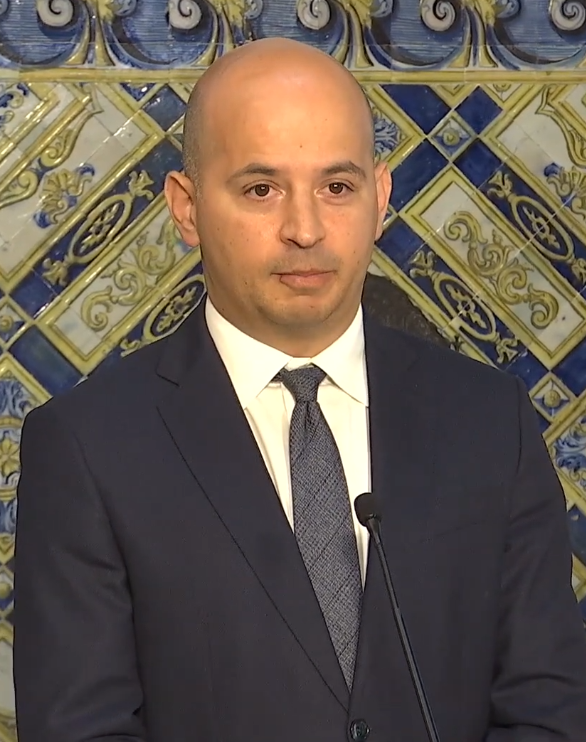
João Leão, 2020

João Rodrigo Reis Carvalho Leão (* 15. Februar 1974 in Lissabon) ist ein portugiesischer Ökonom, der von Juni 2020 bis März 2022 als Unabhängiger im Kabinett Costa II als Nachfolger von Mário Centeno in der Funktion des Finanzministers amtierte.

## Werdegang
Leão, der familiär auf eine Abstammung aus Goa zurückblicken kann, studierte Wirtschaftswissenschaften an der Universidade Nova de Lisboa und am Massachusetts Institute of Technology.
Ab 2008 arbeitete er am ISCTE – Instituto Universitário de Lisboa als Professor für Wirtschaft. Vor seiner Ernennung zum Finanzminister fungierte Leão seit 2015 als Staatssekretär für das Budget. Nachdem Centeno im Juni 2020 überraschend zurückgetreten war, wurde Leão zum neuen Finanzminister seines Landes ernannt. Er war damit neben António Costa und Nelson de Souza die dritte Person im Kabinett Costa II mit Wurzeln in Goa.